# Saint-Privat-la-Montagne
Saint-Privat-la-Montagne és un municipi francès, situat al departament del Mosel·la i a la regió del Gran Est. L'any 2007 tenia 1.529 habitants.

## Demografia

### Població
El 2007 la població de fet de Saint-Privat-la-Montagne era de 1.529 persones. Hi havia 547 famílies, de les quals 96 eren unipersonals (32 homes vivint sols i 64 dones vivint soles), 160 parelles sense fills, 255 parelles amb fills i 36 famílies monoparentals amb fills.
La població ha evolucionat segons el següent gràfic:
Habitants censats

### Habitatges
El 2007 hi havia 591 habitatges, 568 eren l'habitatge principal de la família, 2 eren segones residències i 21 estaven desocupats. 457 eren cases i 132 eren apartaments. Dels 568 habitatges principals, 466 estaven ocupats pels seus propietaris, 93 estaven llogats i ocupats pels llogaters i 9 estaven cedits a títol gratuït; 1 tenia una cambra, 16 en tenien dues, 76 en tenien tres, 131 en tenien quatre i 344 en tenien cinc o més. 481 habitatges disposaven pel capbaix d'una plaça de pàrquing. A 211 habitatges hi havia un automòbil i a 306 n'hi havia dos o més.

### Piràmide de població
La piràmide de població per edats i sexe el 2009 era:
| Homes | Edats   | Dones |
| ----- | ------- | ----- |
| 0     | 95 o +  | 0     |
| 0     | 90 a 94 | 0     |
| 0     | 85 a 89 | 16    |
| 4     | 80 a 84 | 8     |
| 12    | 75 a 79 | 32    |
| 24    | 70 a 74 | 16    |
| 36    | 65 a 69 | 40    |
| 20    | 60 a 64 | 24    |
| 20    | 55 a 59 | 32    |
| 28    | 50 a 54 | 40    |
| 64    | 45 a 49 | 48    |
| 56    | 40 a 44 | 44    |
| 76    | 35 a 39 | 52    |
| 60    | 30 a 34 | 68    |
| 72    | 25 a 29 | 32    |
| 40    | 20 a 24 | 44    |
| 60    | 15 a 19 | 52    |
| 32    | 10 a 14 | 44    |
| 52    | 5 a 9   | 56    |
| 28    | 0 a 4   | 60    |

## Economia
El 2007 la població en edat de treballar era de 1.044 persones, 780 eren actives i 264 eren inactives. De les 780 persones actives 722 estaven ocupades (390 homes i 332 dones) i 58 estaven aturades (25 homes i 33 dones). De les 264 persones inactives 77 estaven jubilades, 93 estaven estudiant i 94 estaven classificades com a «altres inactius».

### Ingressos
El 2009 a Saint-Privat-la-Montagne hi havia 577 unitats fiscals que integraven 1.521 persones, la mediana anual d'ingressos fiscals per persona era de 19.622 €.

### Activitats econòmiques
Dels 56 establiments que hi havia el 2007, 1 era d'una empresa extractiva, 1 d'una empresa alimentària, 2 d'empreses de fabricació d'altres productes industrials, 14 d'empreses de construcció, 11 d'empreses de comerç i reparació d'automòbils, 2 d'empreses de transport, 4 d'empreses d'hostatgeria i restauració, 2 d'empreses financeres, 5 d'empreses immobiliàries, 4 d'empreses de serveis, 5 d'entitats de l'administració pública i 5 d'empreses classificades com a «altres activitats de serveis».
Dels 22 establiments de servei als particulars que hi havia el 2009, 1 era una oficina de correu, 4 tallers de reparació d'automòbils i de material agrícola, 1 autoescola, 1 paleta, 4 guixaires pintors, 1 fusteria, 4 lampisteries, 1 electricista, 1 empresa de construcció, 1 perruqueria, 1 restaurant, 1 tintoreria i 1 saló de bellesa.
L'únic establiment comercial que hi havia el 2009 era una fleca.
L'any 2000 a Saint-Privat-la-Montagne hi havia 7 explotacions agrícoles.

## Equipaments sanitaris i escolars
El 2009 hi havia 1 escola maternal i 1 escola elemental.

## Poblacions més properes
El següent diagrama mostra les poblacions més properes.